# Mali Koșarîșcea, Korostîșiv
Mali Koșarîșcea (în ucraineană Малі Кошарища) este un sat în comuna Kmîtiv din raionul Korostîșiv, regiunea Jîtomîr, Ucraina.

## Demografie
Componența lingvistică a localității Mali Koșarîșcea
     Ucraineană (85,48%)
     Rusă (14,52%)
Conform recensământului din 2001, majoritatea populației localității Mali Koșarîșcea era vorbitoare de ucraineană (85,48%), existând în minoritate și vorbitori de rusă (14,52%).